# Frederick Sigrist
Ne doit pas être confondu avec Frédérick Sigrist.
Pour les articles homonymes, voir Sigrist.
 Frederick Sigrist, né en 1880 au Royaume-Uni et mort le 10 décembre 1956 à Nassau (Bahamas), est un ingénieur aéronautique britannique.
Il a travaillé de 1910 à 1940 pour les constructeurs aéronautiques Sopwith puis Hawker, participant à la création des meilleurs avions de combat de la Royal Air Force de l’époque.

## Distinctions
- Membre de l’Ordre de l'Empire britannique (MBE)
- Membre de la Royal Aeronautical Society (FRAes)